# Estación Mogoñé
Estación Mogoñé är en ort i Mexiko.   Den ligger i kommunen San Juan Guichicovi och delstaten Oaxaca, i den sydöstra delen av landet, 500 km sydost om huvudstaden Mexico City. Estación Mogoñé ligger 103 meter över havet och antalet invånare är 1 466.
Terrängen runt Estación Mogoñé är platt åt nordost, men åt sydväst är den kuperad. Runt Estación Mogoñé är det ganska glesbefolkat, med 28 invånare per kvadratkilometer. Närmaste större samhälle är Colonia Rincón Viejo, 12,0 km söder om Estación Mogoñé. Omgivningarna runt Estación Mogoñé är en mosaik av jordbruksmark och naturlig växtlighet.